# 科爾特加納區
6°30′49″S 78°19′48″W / 6.5136°S 78.3300°W
科爾特加納區（西班牙語：Distrito de Cortegana），是秘魯的一個區，位於該國北部卡哈馬卡大區的塞倫丁省，始建於1933年10月16日，面積233.3平方公里，海拔高度2,400米，2005年人口8,253，人口密度每平方公里35人。